# Pine Creek Bridge
Le Pine Creek Bridge est un pont en arc du comté de Washington, dans l'Utah, dans le sud-ouest des États-Unis. Ce pont routier construit dans le style rustique du National Park Service en 1930 permet à la Zion-Mount Carmel Highway de franchir la Pine Creek dans le parc national de Zion.